# Margaret Sullavan
Margaret Brooke Sullavan (Norfolk, Virgínia, 16 de maio de 1909 - New Haven, Connecticut, 1 de janeiro de 1960) foi uma atriz norte-americana, famosa pelos melodramas em que atuou.

## Vida e carreira
Margaret descobriu a paixão pelo teatro em Cambridge, Massachusetts, onde participou de várias peças. Estreou na Broadway em 1931 com A Modern Virgin. Dois anos depois, contratada pela Universal Pictures, estrelou o melodrama de sucesso Nós e o Destino (Only Yesterday, 1933).  Seu filme seguinte, o também melodramático Vale a Pena Viver? (Little Man, What Now?, 1934), confirmou sua capacidade de emocionar o público.  Outros triunfos se seguiram, como Três Camaradas (Three Comrades, 1938), pelo qual recebeu sua única indicação ao Oscar, A Loja da Esquina (The Shop Around the Corner, 1940), o terceiro de seus quatro trabalhos ao lado de James Stewart e Esquina do Pecado (Back Street, 1941), onde teve um de seus desempenhos mais aclamados.
Em 1931 casou-se com Henry Fonda, com quem trabalhara no teatro; o casamento durou poucos meses e terminou em divórcio. O segundo marido foi o diretor William Wyler, que a dirigiu em A Boa Fada (The Good Fairy, 1935). Esta união durou menos de dois anos e também terminou em divórcio. Em 1936, Margaret desposou o agente Leland Hayward, com quem teve três filhos. Onze anos depois estavam divorciados. Finalmente, em 1950, ela se casou pela última vez, agora com o homem de negócios Kenneth Wagg, com quem ficou até a morte.
De espírito rebelde, insegura e com fobia do estrelato, Margaret acabou fazendo uma carreira curta no cinema. Ela reiteradamente se recusava a rodar um filme atrás do outro, razão pela qual as películas em que trabalhou totalizam apenas 16. Em meados da década de 1940, com o agravamento de uma persistente surdez, Margaret afastou-se do cinema. Ainda faria um filme em 1950, mas a essa altura ela já se dedicava de corpo e alma à sua grande paixão, o teatro. Entretanto, deprimida com as críticas negativas de seu último espetáculo, ingeriu uma dose excessiva de barbitúricos, no dia de Ano Novo. Em coma profundo, faleceu a caminho do hospital. Acidente ou suicídio? Segundo o laudo oficial, a morte foi por acidente, mas essa conclusão é contestada por muitos. A atriz contava com apenas cinquenta anos de idade. Encontra-se sepultada no Saint Mary's Whitechapel Episcopal Churchyard, Condado de Lancaster, Virgínia nos Estados Unidos.

## Filmografia
- 1933 - Only Yesterday (br.: Nós e o Destino)
- 1934 - Little Man, What Now? (br.: Vale a Pena Viver?)
- 1935 - The Good Fairy (br.: A Boa Fada)
- 1935 - So Red the Rose (br.: Noivado na Guerra)
- 1936 - Next Time We Love (br.: Amemos Outra Vez)
- 1936 - The Moon's Our Home (br.: Vivendo na Lua)
- 1938 - Three Comrades (br.: Três Camaradas)
- 1938 - The Shining Hour (br.: A Mulher Proibida)
- 1938 - The Shopworn Angel (br.: O Último Beijo)
- 1940 - The Shop Around the Corner (br.: A Loja da Esquina)
- 1940 - The Mortal Storm (br.: Tempestades d'Alma)
- 1941 - So Ends Our Night (br.: Náufragos)
- 1941 - Back Street (br.: Esquina do Pecado)
- 1941 - Appointment for Love (br.: Encontro de Amor)
- 1943 - Cry Havoc (br.: Aurora Sangrenta)
- 1950 - No Sad Songs for Me (br.: Destino Amargo)